# Wervershoof
Wervershoof est un village et une ancienne commune néerlandaise de Hollande-Septentrionale, dans la région de Frise-Occidentale.
Jusqu'au 1er janvier 2011, Wervershoof était une commune indépendante. À cette date, la commune est supprimée et intégrée à celle de Medemblik.